# Tortula brachyclada
Tortula brachyclada là một loài rêu trong họ Pottiaceae. Loài này được Cardot mô tả khoa học đầu tiên năm 1905.